# XSB
XSB це діалект мови програмування Prolog та його реалізація, розроблена в Stony Brook University у співробітництві з Katholieke Universiteit Leuven, New University of Lisbon, Uppsala University та розробником програмного забезпечення XSB, Inc.
XSB розширює представлення резолюцій Prolog та HiLog (стандарт розширення Prolog обмежених дозволів високо-впорядкованої мови програмування).
Реалізація XSB з відкритим сирцевим кодом включає інтерфейс для мови програмування Java.

## Історія
XSB розроблено в Stony Brook University Девідом С. Уоренном, Терренсом Свіфтом, та Костісом Сагонасом. Побудований на основі мови програмування SB-Prolog, яка в свою чергу була також розроблена в Stony Brook University в 1986. Це мова логічного програмування.

## Синтаксис
XSB підтримує декілька стандартів типів даних мов програмування для прикладу як Цілі числа, Дійсні числа, and Атоми. 
Цілі числа в XSB можуть інтерпретуватись як різні бази. За умовчанням цілі числа інтерпретовані в базі 10, але можуть інтерпретуватись в межах від 2 до 36.
Атоми подібні до рядків. Вони є послідовностями символів.